# (39789) 1997 OA
1997 أو أي (ويعرف أيضًا باسم (39789) 1997 أو أي وفق تسمية الكوكب الصغير) (بالإنجليزية: 1997 OA)‏ هو كويكب ضمن حزام الكويكبات؛ وترتيبه 39789 من حيث الاكتشاف.
اكتُشف هذا الجُرم الفلكي بواسطة Kenneth A. Williams ‏ في 23 يوليو 1997.

## وصلات خارجية
- (39789) 1997 OA في قاعدة بيانات مختبر الدفع النفاث لأجرام النظام الشمسي الصغيرة

- الاكتشاف · مخطط المدار ·  العناصر المدارية · المعلمات المادية

- (39789) 1997 OA على موقع ويكي سكاي: DSS2, SDSS, GALEX, IRAS, Hydrogen α, X-Ray, Astrophoto, Sky Map, Articles and images